# Florida (hrabstwo Orange)
Florida – wieś w Stanach Zjednoczonych, w stanie Nowy Jork, w hrabstwie Orange.